# Torsten Abel
Torsten Lars Elmar Abel (* 2. Januar 1974 in West-Berlin) ist ein ehemaliger deutscher Triathlet, der später für die USA startete. 

## Werdegang

### Triathlon seit 1991
Der West-Berliner Torsten Abel wurde in Berlin-Charlottenburg geboren, er wuchs in Weiler-Simmerberg auf und bestritt 1991 seinen ersten Triathlon.
Von 1992 bis 1997 startete er im Bayern-Kader und von 1994 an für die Deutsche Juniorenmannschaft. Abel bestritt für Deutschland mehrere ITU World Cup Triathlons von 2000 bis 2002 und beendete die Europäische Triathlon-Cup-Rangliste im Jahr 2001 als Fünfter. Sein Spitzname ist T-Rex.
2005 startete er in Roth erstmals auf der Langdistanz (3,86 km Schwimmen, 180,2 km Radfahren und 42,195 km Laufen). Seit 2006 ist er auch als Coach und Trainer tätig.
Im August 2011 wurde Abel Zweiter im Ironman Canada und im November nach 8:16:44 h in persönlicher Ironman-Bestzeit Vierter im Ironman Arizona. 
Seit 2011 tritt Torsten Abel nicht mehr international in Erscheinung.

### Privates
Abel war mit der ehemaligen britischen Triathletin Leanda Cave (* 1978), die er mehrere Jahre trainierte, verheiratet. Er lebt in San Francisco (Kalifornien).

## Sportliche Erfolge
| Datum/Jahr    | Platz | Wettbewerb                      | Austragungsort  | Zeit     | Bemerkung              |
| ------------- | ----- | ------------------------------- | --------------- | -------- | ---------------------- |
| 9. Juli 2011  | 6     | Ironman 70.3 Muncie             | Muncie          |          | bei der Erstaustragung |
| 27. März 2010 | DNF   | Ironman 70.3 California         | Oceanside       | –        |                        |
| 14. Nov. 2009 | 29    | Ironman 70.3 World Championship | Clearwater      | 03:46:08 |                        |
| 17. Mai 2009  | 6     | Ironman 70.3 Florida            | Orlando         | 03:59:48 |                        |
| 30. März 2008 | 9     | Ironman 70.3 California         | Oceanside       | 04:07:41 |                        |
| 18. Juni 2006 | 10    | UK Ironman 70.3                 | Wimbleball Lake |          |                        |
| 18. März 2006 | 26    | Ironman 70.3 California         | Oceanside       | 04:22:03 |                        |
| 11. Sep. 2005 | 5     | UK Ironman 70.3                 | Wimbleball Lake |          |                        |
| Mai 2005      | 4     | St. Croix Triathlon             | Saint Croix     |          |                        |
| 19. März 2005 | 18    | Ironman 70.3 California         | Oceanside       | 04:23:49 |                        |
| 3. Aug. 2003  | 5     | London Triathlon                | London          | 01:51:10 |                        |

| Datum/Jahr    | Platz | Wettbewerb            | Austragungsort | Zeit     | Bemerkung                                                |
| ------------- | ----- | --------------------- | -------------- | -------- | -------------------------------------------------------- |
| 20. Nov. 2011 | 4     | Ironman Arizona       | Tempe          | 08:16:44 | persönliche Ironman-Bestzeit                             |
| 28. Aug. 2011 | 2     | Ironman Canada        | Penticton      | 08:41:09 |                                                          |
| 21. Mai 2011  | 10    | Ironman Texas         | The Woodlands  | 08:38:40 |                                                          |
| 9. Okt. 2010  | 26    | Ironman Hawaii        | Hawaii         | 08:42:42 |                                                          |
| 12. Juli 2009 | 3     | Ironman Switzerland   | Zürich         | 08:36:38 | Marathonzeit von 2:52:23 h                               |
| 22. Nov. 2009 | 3     | Ironman Arizona       | Tempe          | 08:20:39 | nur 17 Sekunden hinter dem Zweitplatzierten TJ Tollakson |
| 26. Aug. 2007 | 12    | Ironman Canada        | Penticton      | 09:02:09 |                                                          |
| 24. Juni 2007 | 18    | Ironman Coeur d’Alene | Idaho          | 09:34:05 |                                                          |
| 27. Aug. 2006 | 10    | Ironman Canada        | Penticton      | 09:14:42 |                                                          |
| 2005          | 12    | Challenge Roth        | Roth           | 08:36:06 | erster Start über die Langdistanz                        |

(DNF – Did Not Finish)